# Patty Smyth

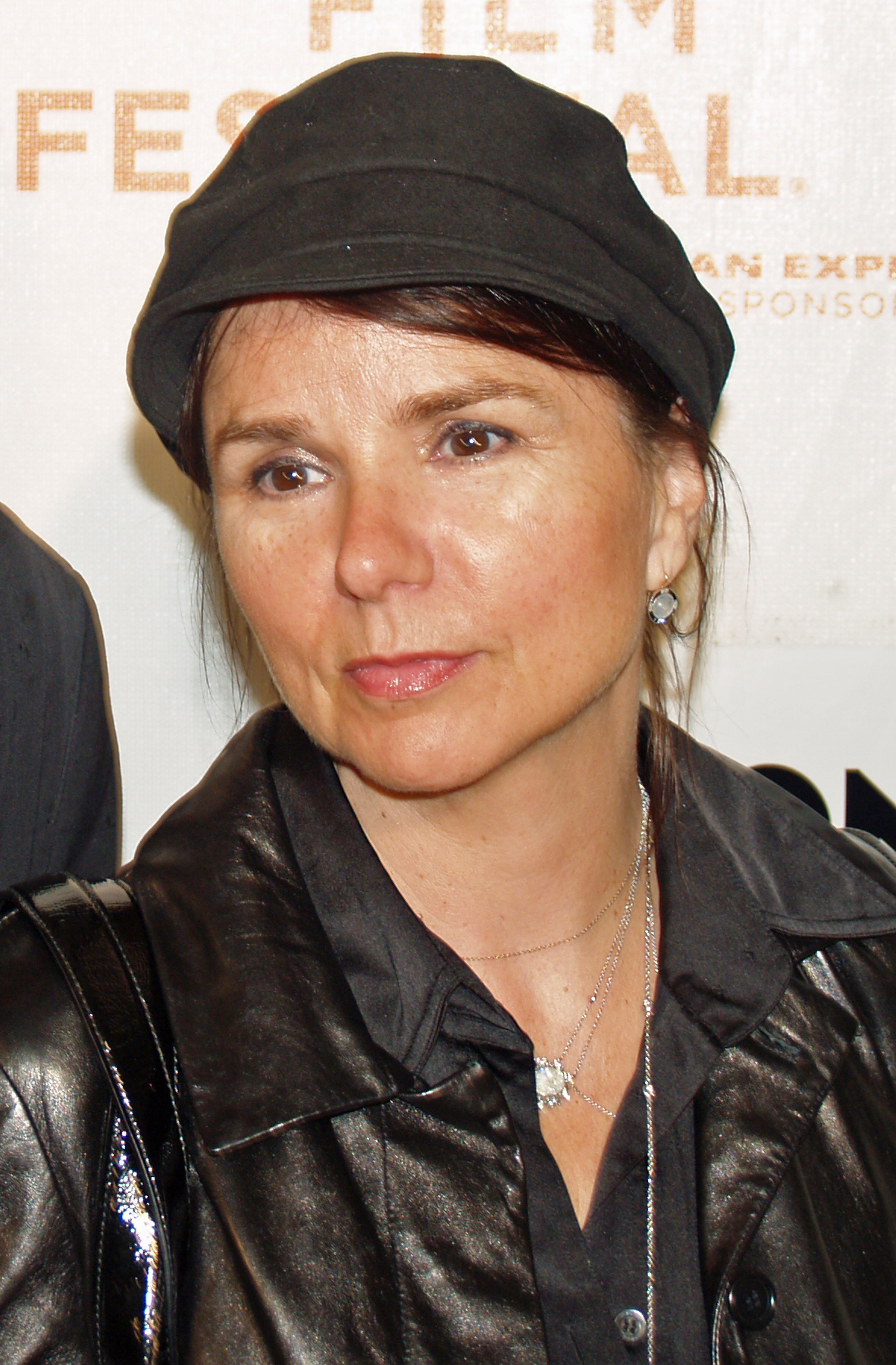
Patty Smyth i april 2008.

Patty Smyth, född 26 juni 1957 i New York i New York, är en amerikansk rocksångerska och kompositör.
Patty Smyth blev känd i början av 1980-talet som sångerska i rockbandet Scandal. Hon debuterade som soloartist 1987 med albumet Never Enough och hade under 1990-talet hits som "Sometimes Love Just Ain't Enough" (duett med Don Henley) och "Look What Love Has Done" (från filmen Junior).
April 1997 gifte sig Smyth med tennisspelaren John McEnroe. Paret har två barn (döttrar) tillsammans.

## Diskografi

### Solo

#### Album
- 1987 – Never Enough
- 1992 – Patty Smyth
- 2015 – Come On December

#### Singlar
- 1987 – "Never Enough"
- 1987 – "Downtown Train"
- 1987 – "Isn't It Enough"
- 1992 – "Sometimes Love Just Ain't Enough" (med Don Henley)
- 1992 – "No Mistakes" (med Don Henley, okrediterad)
- 1993 – "I Should Be Laughing"
- 1993 – "Shine"
- 1994 – "Look What Love Has Done"
- 2015 – "Broken"

### Med Scandal

#### EP/Album
- 1982 – Scandal (EP)
- 1984 – Warrior
- 1992 – Scandalous (samlingsalbum)
- 2006 – We Are the '80s (samlingsalbum)

#### Singlar
- 1982 – "Goodbye to You"
- 1983 – "Love's Got a Line on You"
- 1983 – "Win Some, Lose Some"
- 1984 – "The Warrior"
- 1984 – "Hands Tied"
- 1985 – "Beat of a Heart"
- 2011 – "Silent Night"

## Källhänvisningar
1. ↑  "John McEnroe". Biography.com. Läst 5 februari 2015. (engelska)